# Dreieckschaltung
In der Dreieckschaltung werden die Anschlüsse der drei Stränge eines Drehstrombetriebsmittels (z. B. Drehstrommotor, Drehstromgenerator oder Drehstromtransformator) in Form eines Dreiecks miteinander verbunden. Die Eckpunkte des Dreiecks (u1, v1 und w1) werden mit den drei Phasen (L1, L2 und L3) des Drehstromsystems verbunden.

Dreieckschaltung

Im Gegensatz zur Sternschaltung ist bei der Dreieckschaltung kein Sternpunkt vorhanden, an dem ein Neutralleiter angeschlossen werden könnte.
In  Europa beträgt die Spannung im Niederspannungsnetz üblicherweise 400 V zwischen zwei beliebigen Außenleitern. Die einzelnen Außenleiter haben gegen Erde aufgrund des Verkettungsfaktors ({\displaystyle U=\mathrm {230\ V} \cdot {\sqrt {3}}\approx \mathrm {400\ V} }) eine Spannung von 230 Volt.
Die Dreieckschaltung wird unter anderem bei leistungsstarken elektrischen Maschinen eingesetzt. Zum Anlaufen dieser Maschinen wird beispielsweise die Stern-Dreieck-Anlaufschaltung verwendet. Da die Leistung in Sternschaltung auf 1/3 der Leistung der Dreieckschaltung sinkt (die Widerstände der Motorwicklungen sind unveränderlich), vermeidet man hohe Anlaufströme.